# Гаккеншмидт, Георг
Ге́орг Карл Ю́лиус Гаккеншми́дт (вариант имени: Георгий Георгиевич, вариант фамилии: Хакеншмидт; нем. Georg Hackenschmidt; 20 июля [1 августа] 1877, Дерпт — 19 февраля 1968, Лондон) — российский борец и тяжелоатлет, писатель и философ спорта. Чемпион Европы по борьбе 1898 года, призёр чемпионатов мира по тяжёлой атлетике. Выступал в качестве рестлера в начале XX века, стал первым признанным чемпионом мира по рестлингу в тяжёлом весе.
Гаккеншмидт начал свою карьеру в Ревеле в Эстляндской губернии, но быстро попал в «Санкт-Петербургское велосипедно-атлетическое общество» и начал выступления в Европе, где получил прозвище «Русский лев». Он прожил большую часть своей жизни в Лондоне (Англия). Считается[кем?], что он является создателем приёма в рестлинге «медвежье объятие» (англ. bear hug), а также человеком, который популяризировал гакк-приседания. Он был известен своей впечатляющей силой, физической формой и гибкостью, а позже написал много книг по физической культуре, тренировкам и философии.

## Ранняя жизнь
Дед Гаккеншмидта по отцу, красильщик прусского происхождения Кристиан Филипп Гаккеншмидт, получил вид на жительство в Дерпте Лифляндской губернии (ныне — Тарту, Эстония) 11 марта 1838 года, а в 1845 году вместе с женой принял российское подданство.
Сам Гаккеншмидт в автобиографической книге «Путь к силе и здоровью» утверждал, что родился в Дерпте 20 июля 1878 года, однако историк спорта Олаф Вольдемарович Лангсепп со ссылкой на архивные документы указывает, что Гаккеншмидт родился 20 июля (1 августа) 1877 года. Детство будущий атлет провёл в Дерпте со своими родителями, балтийским немцем Георгом Фридрихом Генрихом Гаккеншмидтом (род. 1847) и Идой Луизой Юханссон, которая была эстонкой и балтийской шведкой по происхождению, а также с младшими братом Бруно и сестрой Алисой. Языками, на которых говорили дома, были немецкий и эстонский. Позднее Гаккеншмидт рассказывал, что ни один из его родителей не отличался высоким ростом или какими-либо необычными физическими данными, его брат с сестрой были сильнее среднего человека, но дед по материнской линии (умер, когда внуку было 3 года) был крупным и сильным человеком, ростом 183 см.
В детстве Гаккеншмидта звали Юри или Юрка, в 8—9 лет он превосходил физической силой не только сверстников, но и некоторых старших ребят. С ранних лет Гаккеншмидт посвятил себя физическому развитию, особенно в Дерптском реальном училище, где он занимался гимнастикой. В то время он был одним из лучших игроков в городки, лучше всех упражнялся с гантелями, мог прыгать 190 см в длину и 140 см в высоту. Правой рукой он 16 раз мог выжать гантель весом в 13,5 кг, левой — 21 раз. 180 метров он пробежал за 26 секунд.
Окончив училище в 1895 году, он поступил учеником кузнеца на завод Лаусманна, крупное машиностроительное предприятие в Ревеле (ныне — Таллин). Он вступил в городской «Атлетический и велосипедный клуб», стал ярым велосипедистом и завоёвывал призы, а по осени увлёкся тяжёлой атлетикой. К борьбе у него было мало склонности и его часто побеждали. Переломный момент в его жизни наступил в 1896 году, когда Георг Лурих, соотечественник Гаккеншмидта, борец греко-римского стиля и силач, гастролировал по окрестностям с небольшой компанией, бросая вызов всем желающим. Гаккеншмидт принял вызов и был побеждён. В этот период он выступает под псевдонимом «Ленц». 1897 год Гаккеншмидт провёл за повышением мастерства в борьбе и новыми силовыми достижениями.

## Карьера борца

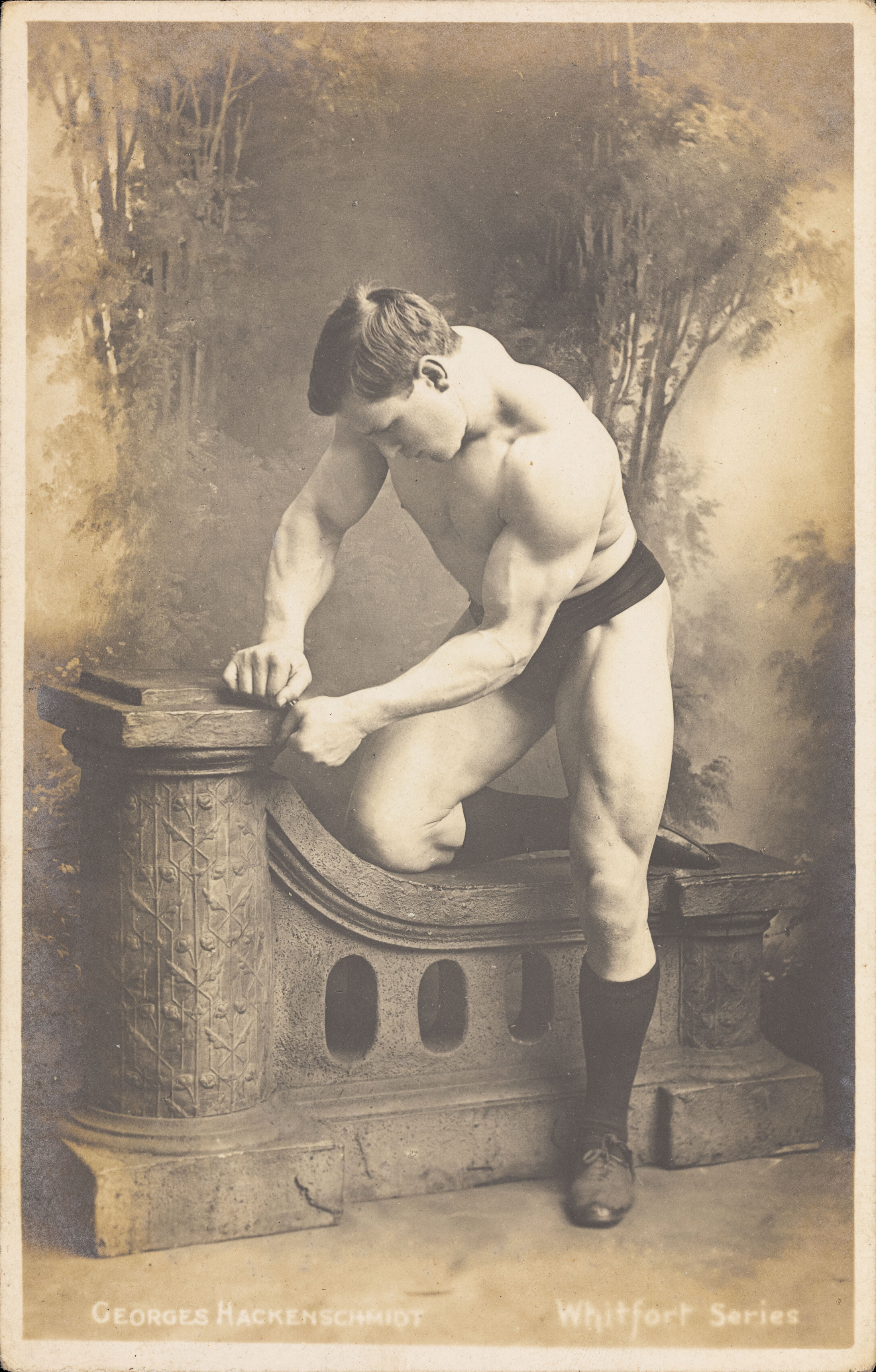
Гаккеншмидт, примерно 1900 год

В конце 1897 — начале 1898 годов Гаккеншмидт получил небольшую травму руки на заводе и обратился к врачу, который был знаком с доктором Владиславом Краевским, находившегося на службе у императора. Краевский был основателем «Санкт-Петербургского атлетического и велосипедного клуба», президентом которого был Великий князь Владимир Александрович. При осмотре руки Гаккеншмидта доктор Краевский обратил внимание на телосложение атлета и пригласил его в Санкт-Петербург пожить у него, так как увидел в нём потенциал стать профессиональным борцом. Краевский некоторое время тренировал Луриха и сказал Гаккеншмидту, что у него есть задатки, чтобы стать самым сильным человеком в мире.
Несмотря на возражения родителей, весной 1898 года Гаккеншмидт уехал в Петербург и поселился у Краевского в доме на Михайловской площади. В 1898 году Гаккеншмидт тренировался у Краевского, поддержку ему оказывал граф Георгий Рибопьер. «Дядя Ваня» Лебедев вспоминал, что гостя встретили не очень дружелюбно, так как ревностно относились к иногородним атлетам. Скепсис прошёл, когда Гаккеншмидт снял пиджак, его фигуру Лебедев описал так: «совершенно без жира, весь рельефный, с бицепсами в 44—45 см, с феноменально широкой спиной, покрытой комками мышц». В первые месяцы тренировок в Петербурге Гаккеншмидт страдал от солитёра, над чем Краевского подшучивал, отмечая в книгах рекорды буквами H+S («Гаккеншмидт+солитёр»).
В апреле клуб организовал состязание в поднятии тяжестей на звание чемпиона России, которое Гаккеншмидт выиграл. В конце апреля в Петербурге он победил знаменитого французского борца Поля Понса за 45 минут. Чтобы привыкнуть выступать при зрителях, Краевский отправил Гаккеншмидта в Ригу, где он выступал под вымышленным именем как тяжелоатлет и борец. В этот период Гаккеншмидт всё-ещё отмечал у себя недостаток борцовской техники, который он компенсировал силой. В 1898 году в Вене Гаккеншмидт выиграл чемпионат Европы среди любителей по греко-римской борьбе (на тот момент чемпионаты Европы считались чемпионатами мира, с 1904 года два чемпионата, Европы и мира, стали проводиться отдельно) и занял третье место в тяжёлой атлетике.
В январе 1899 года ему пришлось пройти армейскую службу, его направили в элитный лейб-гвардии Преображенский полк, где он должен был провести 4 года. Так как его карьера была под угрозой, «подняв все связи» его освободили от службы через 5 месяцев по причине «плохого здоровья». 16 мая Гаккеншмидт победил Александра фон Шмеллинга в борьбе за звание чемпиона России 1889 года. 19 мая он вновь победил фон Шмеллинга и получил звание чемпиона России 1899 года. В сентябре, несмотря на травму руки, Гаккеншмидт отправился в Париж на чемпионат мира по борьбе. Там он получил прозвище «Русский лев». После нескольких матчей он усугубил травму и отправился домой. Врачи полгода лечили его электричеством, но это принесло больше вреда, чем пользы.

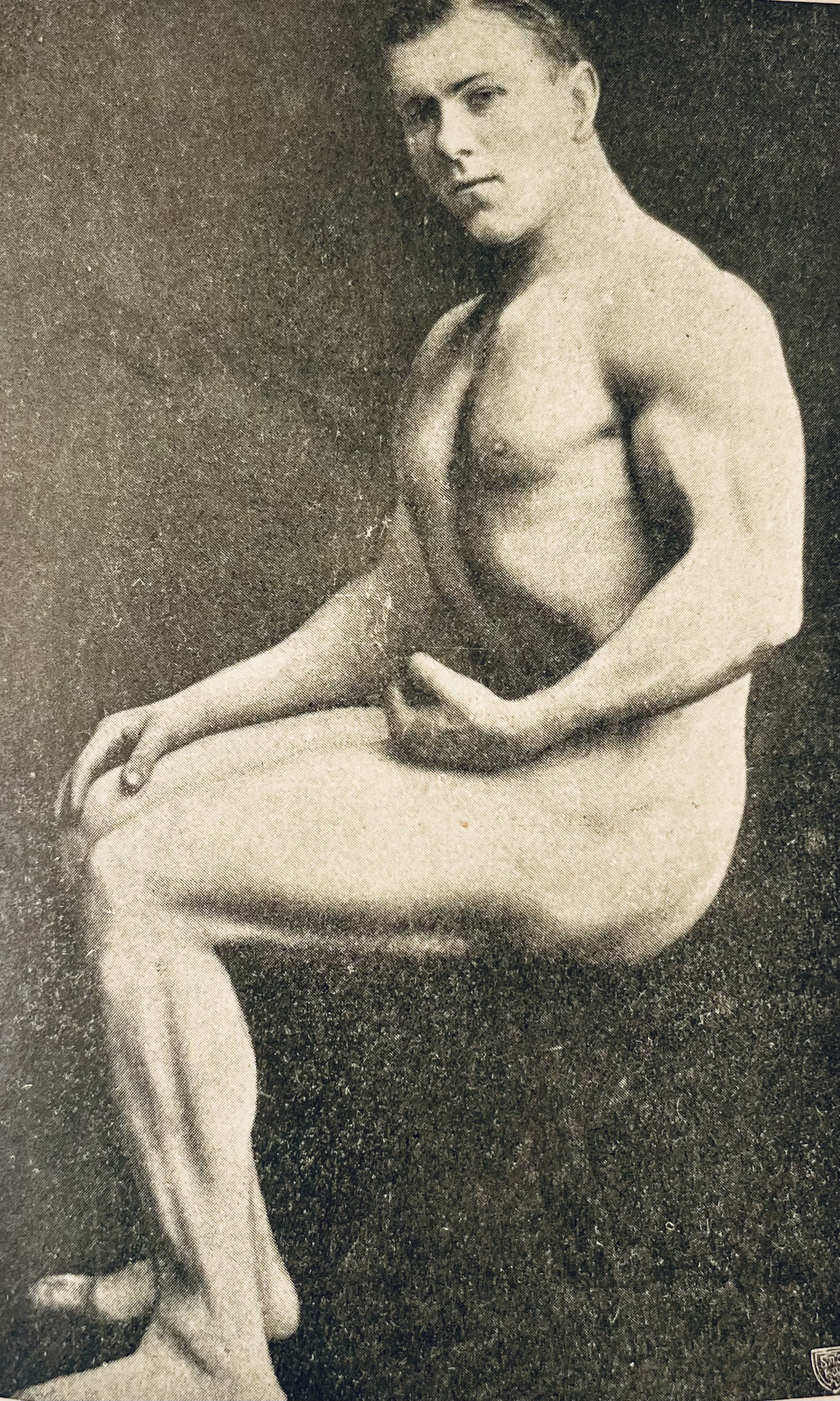
Гаккеншмидт позирует

В мае 1900 года Гаккеншмидт возвратился к тренировкам с весом. В июле Гаккеншмидт принял участие в 40-дневном турнире по борьбе в Москве, впервые выступив в качестве профессионала в России. Борьба шла за 2 приза, он выиграл оба и стал чемпионом Москвы и Санкт-Петербурга. Во время турнира он выступал почти ежедневно с 3—5 противниками. На турнире в Хемнице Гаккеншмидт впервые в профессиональной карьере встретился с Лурихом. По воспоминаниям Гаккеншмидта, Лурих повсеместно хвастался прошлыми победами над ним. Это заставило Георга вызвать земляка на матч, чего он никогда не делал. Когда Гаккеншмидт поднялся на сцену, то Лурих убежал за кулисы, а на утро уехал из Хемница. 24 сентября Гаккеншмидт выиграл чемпионат по борьбе в Будапеште. К концу октября он выиграл турнир в Нюрнберге, после чего возвратился в Санкт-Петербрг, так как вновь получил травму руки, которую пришлось лечить 8 недель. После чего Гаккеншмидт уехал на турнир в Париж, где выступал больным гриппом. В своей третьей схватке с Лорьяном он проиграл в 23-минутном матче, что стал его первым поражением в профессиональной карьере.
В марте 1901 года Гаккеншмидт пережил смерть своего наставника Краевского, которого считал вторым отцом. 30 ноября в «Казино де Пари» открылся чемпионат мира по борьбе, в котором участвовали 130 борцов. Гаккеншмидт занял первое место, получив 2 золотые медали (за турнир легковесов и турнир тяжеловесов) и 3000 франков. После чего Георг уехал в город Альслебен к тренеру Зиберту, который помог ему в наборе веса, который упал из-за тяжёлого графика выступлений. В это время он на спор 100 раз перепрыгнул через стол со связанными ногами. Он установил несколько рекордов в поднятии тяжестей и считался[кем?] как самым сильным, так и самым физически развитым человеком в мире.
В начале 1902 года Гаккеншмидт отправился в Англию. Английская публика мало интересовалось греко-римской борьбой. 27 сентября Гаккеншмидт победил в Ливерпуле ветерана Тома Кэннона, после чего стал знаменитым в Англии и Шотландии. В ноябре он записался на чемпионат за «золотой пояс» в Париже, но снялся из-за условий и продолжил выступления в Англии. В это время он начал тренироваться популярному в стране кэтчу с Джеком Смитом из Манчестера. Гаккеншмидт продолжал гастролировать по Англии и побеждал местных фаворитов: Тома Коннорса, Тома Макинерни, Джека Болдуина и Тома Клейтона. Однако, когда он дважды победил итальянца Антонио Пьерри, тот решил отомстить, пытаясь найти борца, который мог бы победить «Русского льва». Пьерри считал, что нашёл такого человека в лице Ахмеда Мадрали, прозванного «Ужасным турком», который боролся с Гаккеншмидтом в лондонской «Олимпии» 30 января 1904 года. Эта схватка побила все рекорды посещаемости спортивных событий того времени, собрав беспрецедентные 20 000 зрителей, что также стало причиной крупнейшего в то время дорожного затора. Гаккеншмидт подхватил Мадрали и повалил его на руку, вывихнув ему плечо. Поединок длился около двух минут. Мадрали восстановился, и они снова встретились друг с другом, и Гаккеншмидт победил так же легко.

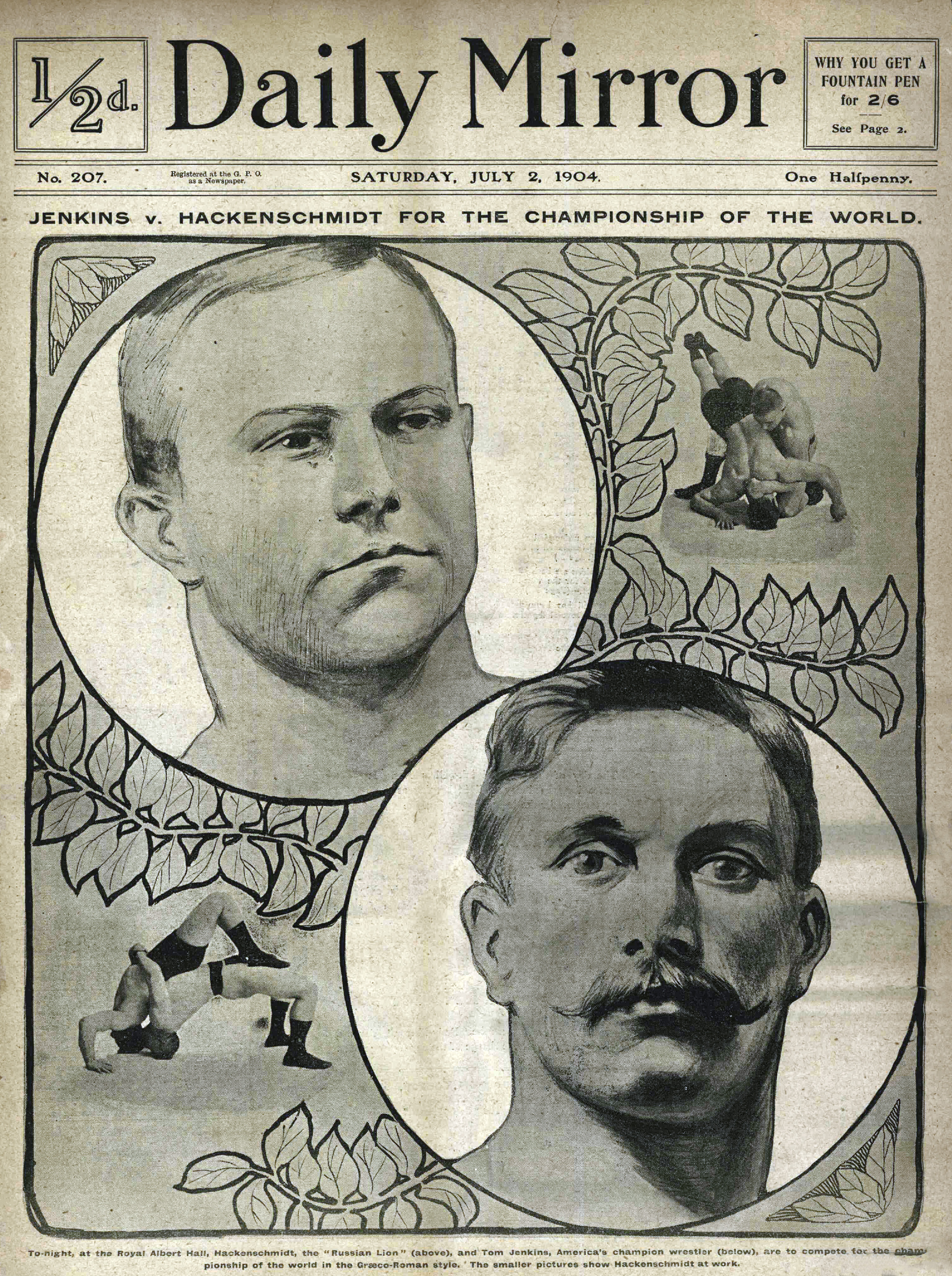
Гаккеншмидт и Том Дженкинс на первой полосе газеты Daily Mirror, 2 июля 1904 года

2 июля 1904 в «Альберт-холле» Гаккеншмидт встретился с американским чемпионом в тяжёлом весе Томом Дженкинсом, недооценённым борцом, который оказался самым трудным соперником Гаккеншмидта, выступающего по греко-римским правилам. Тем не менее, он победил Дженкинса 2 раза подряд. В сентябре 1904 года Гаккеншмидт покинул менеджера Чарльза Б. Кокрана и отправился в турне по Австралии, где попал в госпиталь в Сиднее с болями в руке и колене, в них накопилась вода и потребовалась операция, которая вывела его из строя на 5 недель. В Австралии, среди прочих, победил чемпиона Австралии по корнуэльской борьбе Дели Нельсона, полагаясь на свой небольшой опыт в русской борьбе на поясах, которая немного похожа на стиль противника. В этот период Гаккеншмидт бросил силы на изучение кэтча, так как ему сложно было договориться с противниками о борьбе в греко-римском стиле, который был непопулярным в Великобритании. «Русский лев» заезжал в Новую Зеландию и Самоа, красотой которого остался впечатлён.
Затем он отправился в США для длительного турне и матча-реванша с Дженкинсом в «Мэдисон-сквер-гардене» по правилам кэтча, который Гаккеншмидт к этому времени предпочитал. Дженкинс провёл тяжёлый бой, но Гаккеншмидт снова победил 2 раз, первый — за 31 минуту 14 секунд, второй — за 22 минуты 4 секунды, и получил титул первого в истории признанного «чемпиона мира по рестлингу в тяжёлом весе». Затем он поборолся в Канаде, осмотрел достопримечательности и вернулся в Англию для участия в длинном списке выступлений в мюзик-холлах. В этот период он полностью перешёл на кэтч.
28 октября 1905 года Гаккеншмидт сошёлся с шотландским чемпионом Александром Манро на футбольном стадионе «Айброкс» в Глазго при 16 000 зрителей. Манро был на 7 см — выше и на 5,5 кг — тяжелее. Сильный дождь, шедший в течение всего выступления, мешал обоим борцам. Первая схватка завершилась через 40 минут 22 секунду, когда Манро сдался от «полу-нельсона». Через 10 минут началась вторая схватка, которую Гаккеншмидт успешно закончил за 11 минут 11 секунд. В течение следующих 6 месяцев Гаккеншмидт выступал в мюзик-холлах, после чего дал согласие на реванш с «Ужасным турком» Мадрали по правилам кэтча, чтобы показать английском публике, что первая победа не была случайностью. Он брал дополнительные уроки кэтча у Джека Громли в Шепердс-Буш. Гаккеншмидт победил Мадрали в лондонской «Олимпии» всего за 4 минуты, но отметил, что турок был одним из самых сильных людей, с кем ему доводилось встречаться.
Затем он отплыл в США, чтобы выполнить своё обязательство и встретиться с новым претендентом из Айовы по имени Фрэнк Готч.

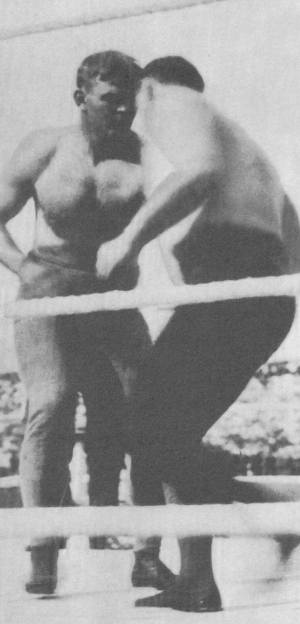
Фрэнк Готч против Георга Гаккеншмидта (спиной) во время матча-реванша в «Комиски-парке», 4 сентября 1911 года

После победы над Дженкинсом в 1905 году Гаккеншмидт стал обладателем титула «чемпиона мира» и оставался непобеждённым до тех пор, пока 3 апреля 1908 года в павильоне «Декстер-парка» в Чикаго он не сошёлся с Фрэнком Готчем. Демонстрируя своё презрение к Готчу и американскому реслингу в целом, Гаккеншмидт был не в лучшем состоянии. Отказавшись публично тренироваться в Чикагском атлетическом клубе, несмотря на то, что для этого были приняты соответствующие меры, он был не допущен в клуб и проводил время либо в своём гостиничном номере, либо в долгих утренних и вечерних прогулках вдоль озера Мичиган. Пренебрегая тренировками, он потерял свою выносливость, которая никогда не была решающим фактором в его предыдущих матчах, потому что он заканчивал их так быстро. Против Готча, который находился на пике формы, это имело решающее значение.

Готч использовал скорость, защиту и грубые приёмы, чтобы измотать чемпиона, а затем приступить к атаке. Борцы простояли на ногах 2 часа, прежде чем Готч смог подобраться к Гаккеншмидту и повалить его. Пока они стояли на ногах, Готч старался опираться на Гаккеншмидта, чтобы измотать его. Он издевался над ним на ринге, от его ударов пальцами и ногами Гаккеншмидт был весь в крови. Однажды Готч ударил Гаккеншмидта по носу. Гаккеншмидт пожаловался рефери на нечестную тактику Готча и попросил заставить американца принять горячий душ, чтобы избавить его тело от обилия масла, но рефери проигнорировал жалобы и сказал Гаккеншмидту, что он должен был заметить масло до начала матча. Матч продолжался до 2-часовой отметки, когда Гаккеншмидт был прижат к канатам. Готч оторвал его от канатов, повалил на землю и 3 минуты жёстко катал его, работая над захватом ног. Гаккеншмидт тренировался избегать этого приёма, что он и сделал, но это усилие отняло у него последние силы. Гаккеншмидт отказался от удержания. «Я сдаю титул чемпиона мира мистеру Готчу», — сказал он, встал и пожал руку Готчу. После этого борцы удалились в раздевалки, а затем вышли на ринг для второй схватки, но Гаккеншмидт отказался вернуться на ринг, сказав рефери объявить Готча победителем, тем самым уступив ему свой титул. Хотя сначала он назвал Готча «величайшим человеком, которого я когда-либо встречал», и объяснил, что его мышцы затекли, а ноги отказали, и что он знал, что не сможет победить, и поэтому уступил матч, позже Гаккеншмидт изменил своё мнение о Готче и американцах в целом, заявив, что Готч обматерил его и он стал жертвой в Америке, призвал к матчу-реваншу в Европе.

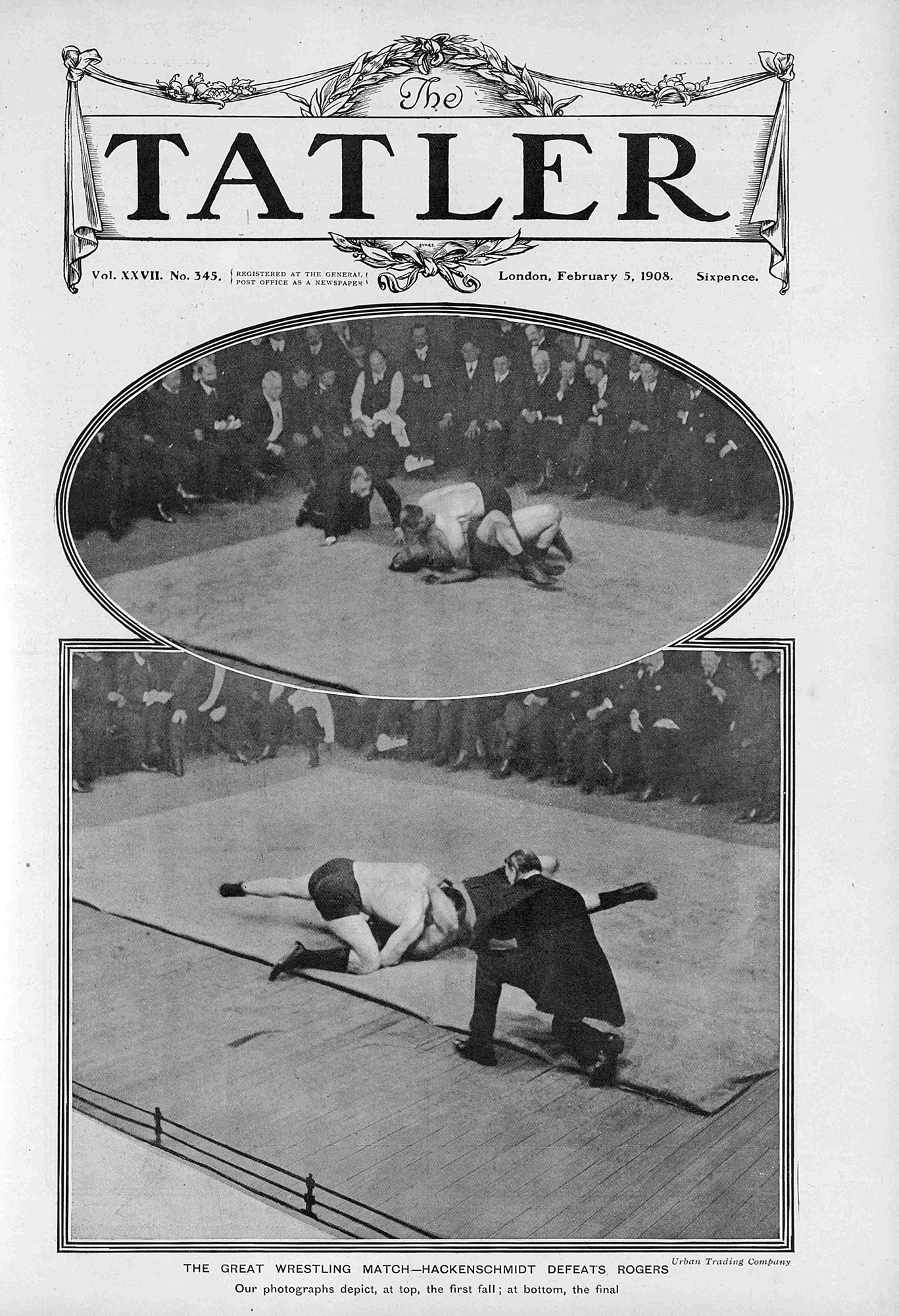
Матч Гаккеншмидта и Роджерса на обложке журнала Tatler

В августе 1907 года Гаккеншмидт испытывал боли в колене и возвратился на восстановление в Россию, но колено не удавалось вылечить и он вновь отправился в Англию. К 1907 году положение в мире рестлинга изменилось, Гаккеншмидт отметил появление четырёх сильнейших борцов: бельгийца Константа Ле-Марена, поляка Станислава Збышко, Ивана Поддубного и американца Джо Роджерса. Все четверо бросили Гаккеншмидту вызов, он согласился бороться с самым сильным из них, что должен определить турнир. В Англии Гаккеншмидт посетил матч Збышко и Поддубного, который по дисквалификации выиграл поляк. Роджерс не смог участвовать в турнире из-за заражения крови и потребовал у Гаккеншмидта реванш за поражение в Америке. Встреча прошла 6 февраля 1908 года в Оксфордском мюзик-холле, где Гаккеншмидт победил Роджерса в коротком поединке. После этого Гаккеншмидт должен был встретиться с Збышко, но матч отменили из-за проблем с коленом русского борца. Георг отправился в Ахен, где ему провели операцию на колене, за которым последовало длительное восстановление. В период реабилитации Гаккеншмидт писал, что единственный противник, который ему интересен — Фрэнк Готч.
9 февраля 1911 года в «Мэдисон-сквер-гардене» Станислав Збышко и Георг Гаккеншмидт завершили 90-минутный матч вничью, однако поляк объявил себя победителем, так как Гаккеншмидт ни разу не смог бросить его на ковёр во время матча.

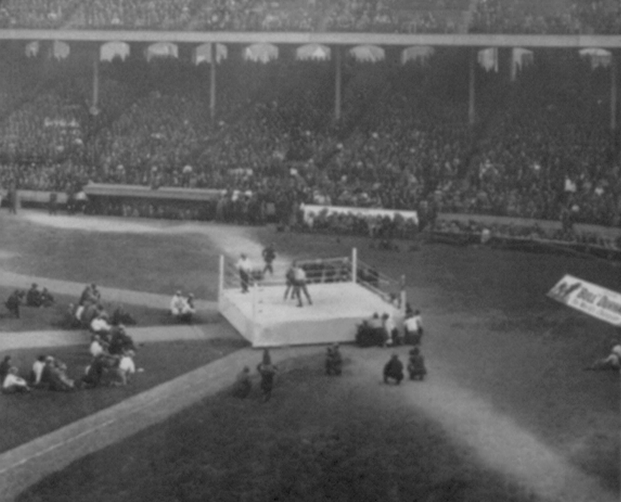
Готч против Гаккеншмидта в 1911 году

Гаккеншмидт и Готч снова встретились 4 сентября 1911 года в недавно открытом Comiskey Park в Чикаго, собрав около 30 000 зрителей и рекордные сборы в 87 000 долларов. Матч-реванш стал одним из самых противоречивых и обсуждаемых матчей в истории реслинга, поскольку Гаккеншмидт утверждал, что повредил колено в поединке с Роллером, своим главным партнёром по тренировкам. Роллер не счёл травму серьёзной, а рефери Эд Смит отнёсся к ней как к несущественной. Сам Гаккеншмидт полностью проигнорировал её, заявив за день до матча, что он «в состоянии бороться за свою жизнь» и «доволен своим состоянием и уверен в результате». Однако Готч, с остервенением рвавшийся к Гаккеншмидту, быстро обнаружил слабость и воспользовался ею. Гаккеншмидт стал лёгкой добычей для Готча, проиграв всего за 20 минут. Готч завершил матч своим захватом пальцев ног, что заставило Гаккеншмидта сдаться.
Спустя годы рестлер Ад Сантел рассказал Лу Тезу, что сторонники Готча заплатили ему 5000 долларов, чтобы он покалечил Гаккеншмидта на тренировке и обставил это как несчастный случай. Однако, по словам самого Гаккеншмидта, травма была нанесена случайно его спарринг-партнёром Роллером, когда он пытался удержать Гаккеншмидта на коленях в положении лёжа. Правая нога Роллера ударила по правому колену Гаккеншмидта, у которого в 1904 году развилось «колено горничной», потребовавшее лечения, и вновь дало о себе знать в 1907 году. Кроме того, по словам Гаккеншмидта, его спарринг-партнёрами для этого матча были: Америкус (Гас Шенляйн), Якобус Кох, Владек Збышко и Доктор Роллер. Ад Сантел не упоминается ни в одном из рассказов о тренировках Гаккеншмидта ни им самим, ни Роллером, оба из которых высказали свои соображения и рассказы.
Историк рестлинга Майк Чепман писал: «Во всей истории спорта есть лишь несколько соперничеств между отдельными звёздами, которые стали почти такими же масштабными, как и сам спорт. В боксе такие противостояния, как Салливан-Корбетт, Демпси-Танни, Луис-Конн и Али-Фрейзер, вошли в фольклор. В рестлинге есть только одно: Готч-Гаккеншмидт».
После второго поражения от Готча, вернувшись в Англию, Гаккеншмидт готовился к матчу со Станиславом Збышко, который должен был состояться в июне 1905 года, но когда он начал тренироваться, то почувствовал боль в правом колене из-за которой не мог ходить. Потребовалась операция, но в тот момент Гаккеншмидт решил завершить карьеру и заняться другими своими интересами — философией, физической культурой и садоводством.

## Карьера писателя
Гаккеншмидт был образованным человеком, владевшим семью языками. В дальнейшем он написал книги, среди которых «Полная наука борьбы» (1909), «Человек и космический антагонизм разума и духа» (1935), «Фитнес и ваше Я» (1937), «Сознание и характер: Истинные определения сущности, индивидуальности, личности, не-сущности» (1937), «Образ жизни в здоровье и физической форме» (1941), и «Три памяти и забывчивость: Что они собой представляют и каково их истинное значение в жизни человека». Олаф Лангсепп предполагает, что в немецком плену Гаккеншмидт познакомился с трудами Декарта, Спинозы, Канта и Гегеля, что сформировало его как философа.
Он также преподавал физическое воспитание членам Палаты лордов и был судьёй на шоу «Мистер Вселенная» в Лондоне в 1948 году, которое выиграл Джон Гримек.

## Личная жизнь
В годы Первой мировой войны Гаккеншмидт вместе с женой был интернирован в Берлине кайзеровскими властями. Его брат Бруно, который тоже был борцом, также был пленён в Германии и умер в неволе.
В 1926 году Гаккеншмидт приехал в родной Тарту (бывший Дерпт), чтобы навестить родственников.
После Первой мировой войны он женился на француженке и стал гражданином Франции. После ухода из спорта Гаккеншмидт стал философом-мистиком, написав Man and Cosmic Antagonism to Mind and Spirit (1936) и другие книги. Во время Второй мировой войны проживал с женой в семейном доме на юге Франции.
В 1939 году Гаккеншмидт стал натурализованным гражданином Франции, а в 1946 году — британским подданным и жил со своей французской женой Рейчел в Южном Норвуде, Лондон.
Красивый и прекрасно сложенный, Гаккеншмидт был обожаем женщинами и восхищаем мужчинами и стал любимцем общества[стиль]. Мягкий, культурный и интеллектуальный молодой человек, он свободно говорил на семи языках и стал известным автором, оратором и философом. Гаккеншмидт хорошо продвигался в светских кругах и был лицом спорта. Президент США Теодор Рузвельт, являясь сторонником физической культуры и упражнений, заявлял: «Если бы я не был президентом Соединённых Штатов, я бы хотел быть Георгом Гаккеншмидтом». Он был большим другом знаменитого фокусника Гарри Гудини и драматурга Джорджа Бернарда Шоу. С возрастом Гаккеншмидт стал высоко ценить своего старого противника Тома Дженкинса, который в то время был тренером по борьбе в Военной академии США в Вест-Пойнте. Гаккеншмидт посетил Дженкинса в 1939 году, и они прекрасно поладили, причём Дженкинс разместил Гаккеншмидта в своём доме и устроил ему экскурсию по тренировочным залам Вест-Пойнта. В своём обществе взаимного восхищения они никогда публично не выражали никаких заслуг Фрэнка Готча, и Гаккеншмидт до конца жизни жаловался на нечестную тактику Готча и его травму колена при объяснении своих «необъяснимых» поражений. После победы и установления мирового рекорда Юрием Власовым на Лондонском турнире в июле 1961 года, медаль тому вручил Георг Гаккеншмидт, там же он преподнёс Власову свою фотографию с дарственной надписью.
Он оставался физически здоровым до глубокой старости, а в 56 лет мог 10 раз перепрыгнуть через планку высотой 137 см. После 80-летия он раз в неделю перепрыгивал 50 раз через стул, выжимал 68 кг и пробегал 11 км за 45 минут.
Гаккеншмидт был госпитализирован в больницу Святого Франциска в Дулвиче, пригороде Лондона, где умер 19 февраля 1968 года. Он был кремирован, его прах хранится на кладбище Вест Норвуд.

### Диета
Георг уделял большое внимание своей диете. В больших количествах он употреблял орехи, свежие овощи и фрукты. Ни к алкоголю, ни к табаку слабости не испытывал.
Вот что писал Гаккеншмидт о своей диете во время тренировок у доктора Краевского:

Я пил почти исключительно молоко, причём выпивал его в день около трёх литров, а ел всё, что мне хотелось; мой аппетит был всегда превосходным.
Оригинальный текст (рус. дореф.)Я пилъ почти исключительно молоко, при чемъ выпивалъ его въ день около трехъ литровъ, а елъ все, что мне хотелось; мой аппетитъ былъ всегда превосходнымъ.
— Гаккеншмидт, Георг. Путь к силе и здоровью / Под ред. С. Морро-Дмитриева. — М.: Братья Поповы, 1911. — С. 112.
«Дядя Ваня» Лебедев иначе вспоминает период у Краевского:
Особо памятен нам бульон, который готовился для «Жоржа», из 2,7 кг мяса выходила тарелка бульона. Гаккеншмидт, вообще не отличавшийся большим аппетитом, бывало, после тарелки такого бульона, со страхом глядел на то, как Краевский накладывает ему целую гору кровяного ростбифа. — Жрите, если не хотите быть мусорщиком или фонарщиком! — раздаётся крик старика-доктора, и Гаккеншмидт, покрасневший от натуги, давится, но... «жрёт».
В 1925 году Чарльз Кокран вспоминал, что однажды он пригласил Гаккеншмидта отобедать в своей квартире на Пикадилли. Кокран отметил, что Гаккеншмидт съел «восемь или девять яиц, стейк „портерхаус“ и целый сыр камамбер». Журналист Морис Ричардсон отмечал, что Гаккеншмидт в период расцвета своей борцовской карьеры был большим любителем мяса и в качестве перекуса съедал стейк и полдюжины яиц, но не ел консервов. В противовес этому спортивный журналист Лью Фридман писал, что Гаккеншмидт редко ел мясо и не любил приготовленную пищу.
После ухода с ринга Гаккеншмидт стал строгим вегетарианцем. В «Краткой энциклопедии западной философии» говорится, что Гаккеншмидт разработал «систему философии, основанную на ценностях духовности, вегетарианства и самоконтроля». Его вегетарианская диета, состоящая из свежих неприготовленных продуктов, исключала «всё, что было каким-либо образом искусственно обработано».

## Стиль борьбы и личность

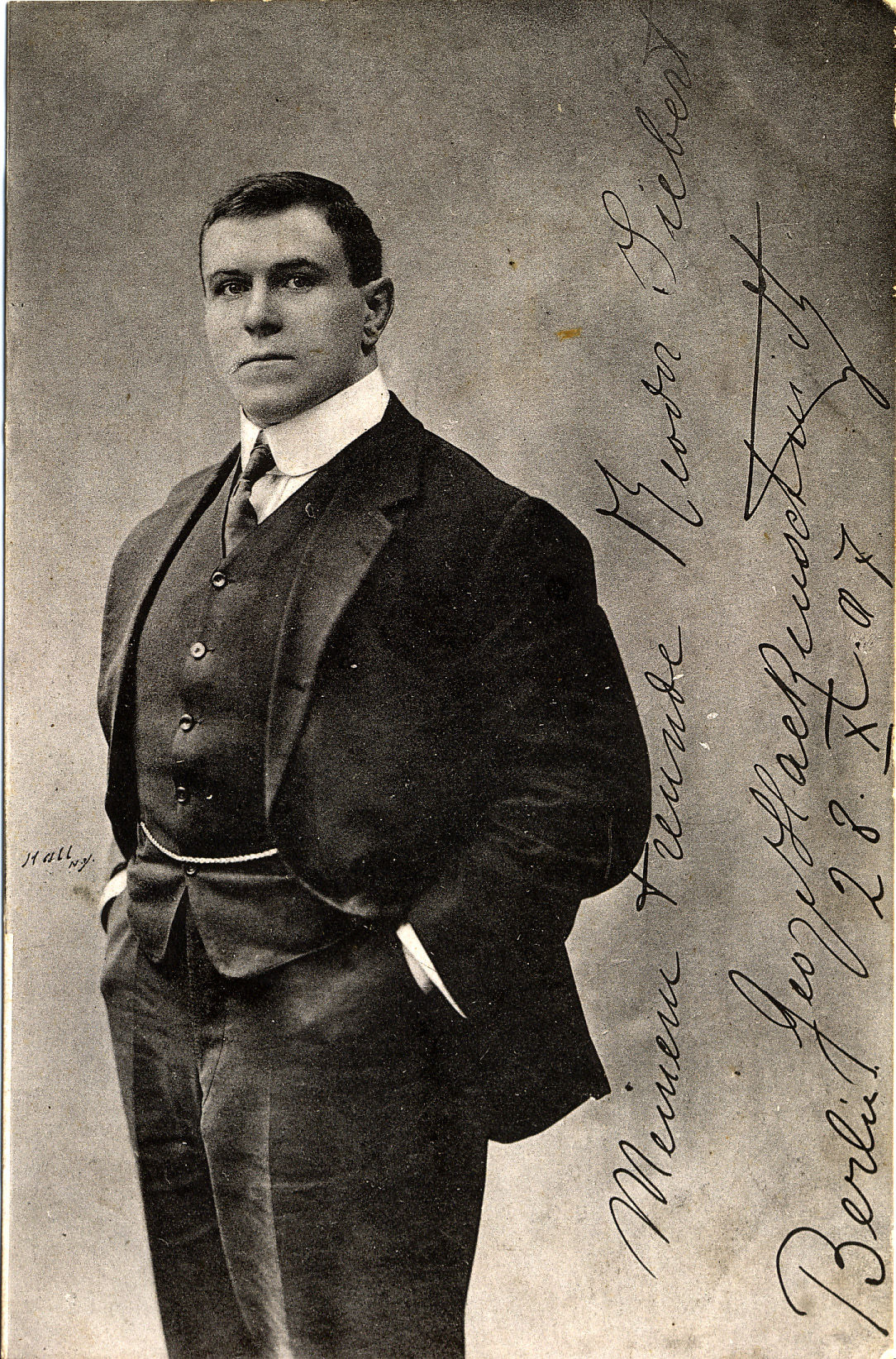
Гаккеншмидт примерно в 1908 году

За всю свою карьеру Гаккеншмидт провел около 3000 матчей, проиграв только 3. Гаккеншмидт был мощно сложён, его параметры на матч с Александром Манро в 1905 году составляли:
- возраст — 28 лет;
- рост — 176,5 см;
- вес — 93 кг;
- грудь — 125 см;
- шея — 50 см;
- бицепсы — 47 см;
- бедро — 68 см;
- талия — 85 см.

Он добился известности, когда основным стилем борьбы был более медленный и тягучий греко-римский стиль, который подчёркивал больше силу, чем скорость, ловкость и умение владеть рингом, и включал в себя захваты только выше пояса. Будучи массивнее своих более стройных соперников и медленнее в движениях, стиль Гаккеншмидта не был приспособлен к популярному в то время стилю кэтч. Гаккеншмидт был прирождённым шоуменом, он был честным, прямолинейным и серьёзным, и он быстро завершал матчи. Его менеджеру Ч. Б. Кокрану приходилось убеждать его продлевать матчи и устраивать шоу, что, в свою очередь, обеспечивало больше заказов и распроданных билетов. Это не означало, что матчи были постановочными, поскольку, за исключением ярмарок, все его матчи были соревновательными, но он мог позволить местному борцу продержаться 10 минут и забрать свой приз в 25 фунтов стерлингов, а затем провести широко разрекламированный матч на выходных, в котором он побеждал своего противника. В отличие от многих других рестлеров, включая Фрэнка Готча, Гаккеншмидт никогда не был злым, мстительным или излишне грубым на ринге, «противопоставляя свою физическую мощь и боевые навыки спокойствию духа», объяснял Дэвид Джентл. «Георг Гаккеншмидт был воплощением спокойствия, уверенности в себе и внутреннего мира, с полным осознанием собственных возможностей и поэтому, как и все мастера боя, не находил необходимости в мачизме или внешней агрессии. Его тактикой победы были мастерство и скорость, рождённые уверенностью в собственных способностях и боевом мастерстве». Однако у него были слабые стороны. Против первоклассных соперников, которых у него было очень мало, он мог медленно адаптироваться. Готч сообщил после их первого матча, что «каждое движение русский телеграфировал мне заранее, что показывает, что он думает слишком медленно».
Американские историки спорта считают, что Гаккеншмидт также был склонен к депрессии и вспыльчивости. Когда он приехал в Чикаго для подготовки к первому матчу с Готчем, промоутер Джек Керли договорился, что Гаккеншмидт будет каждый день тренироваться перед публикой, купившей билеты, на что Гаккеншмидт ответил отказом. Отказавшись посещать атлетический клуб, он проводил время перед матчем либо занимаясь в своей комнате в гостинице, либо совершая утренние и вечерние прогулки вдоль озера Мичиган, но без серьёзных нагрузок. Чем больше он впадал в депрессию, тем сложнее было с ним работать, и все это сыграло против него, потому что впервые в своей профессиональной карьере Гаккеншмидт столкнулся с противником, полностью способным его победить. В обоих поединках с Готчем Гаккеншмидта обвиняли в отсутствии духа. Рефери Эд Смит после матча 1908 года сказал, что «в глубине души я решил, что Георг Гаккеншмидт сдался — сдался совершенно равнодушно, потому что в обращении Готча с ним в первом поединке не было ничего такого, что могло бы вызвать дисквалификацию. Было немного мордобоя, как это всегда бывает… но ни разу за все два часа поединка знаменитый Гаккеншмидт не сделал ни одного решительного шага в сторону „пощечины“ своему сопернику, не показал ничего особенного в борцовском духе… Ещё раз говорю, что как рефери того матча я думал, что „Русский лев“ сдался». После матча-реванша 1911 года одна газета описала лёгкую победу Готча, а затем добавила, что «на языке спортивного мира Гаккеншмидт — „жёлтый“ […] Он вышел из игры, когда его позиция стала опасной». Возможно, больше всех был разочарован секундант Гаккеншмидта, доктор Бенджамин Роллер, который сам несколько раз проигрывал Готчу, но проявил максимум азарта и мужества. Травмы Гаккеншмидта были недостаточно серьёзными, считает Роллер. «Я изо всех сил старался сделать из него победителя и вывести на ринг в наилучшем состоянии, но… азартность — это то, что невозможно вложить в человека».

## Наследие
Годы карьеры Гаккеншмидта называют золотым веком рестлинга. Матчи по рестлингу проходили в основном в соревновательной борьбе, он был самым популярным видом спорта на всех континентах. Однако именно Гаккеншмидта принёс рестлингу огромную популярность в Великобритании, и именно он и Готч подняли его на совершенно новые высоты. «Матчи Гаккеншмидт—Готч были вершиной рестлинга в тот период и привлекали большое внимание СМИ, фанатов и знаменитостей», — заметил Эндрю Малноске. Они даже были описаны в книге 1937 года Fall Guys: The Barnums of Bounce известного писателя Маркуса Гриффена. По сей день чикагская публичная библиотека получает запросы на просмотр газетных отчётов и заметок о поединках. Как отметил Марк Палмер: «Георг Гаккеншмидт и Фрэнк Готч были главными спортивными суперзвёздами начала XX века. Фанаты всех возрастов собирали открытки и карточки с их изображениями, читали их книги и статьи о них в газетах. Их матчи были на первых полосах газет по всему миру, сродни сегодняшнему чемпионату мира по футболу в плане привлечения мирового внимания, и помогли запустить борцовские организации в США в начале XX века. Фактически, многие программы по борьбе в школах и колледжах уходят корнями в 1910-е и 1920-е годы — эпоху, когда Гаккеншмидт и Готч были известными фамилиями и очень уважаемыми спортсменами».
Гаккеншмидт придумал эффективное упражнение, которое позволяло максимально задействовать переднюю поверхность бедра, оно известно как гакк-присед. Георг Гаккеншмидт выполнял это упражнение со штангой и имел очень красивые квадрицепсы, а потом уже придумали тренажёр с таким же эффектом. Гакк-присед и гакк-машину для проработки квадрицепсов используют культуристы по всему миру.

## Титулы и достижения

### Греко-римская борьба
- Чемпион Европы по греко-римской борьбе в тяжелом весе (1 раз)

### Рестлинг
- Чемпион Франции в тяжёлом весе (1 раз)[40]
- Чемпион мира по рестлингу в тяжёлом весе (1 раз)
- Зал славы рестлинга Джорджа Трагоса/Лу Теза
  - С 2003 года
- Международный зал славы рестлинга
  - С 2021 года[41]
- Зал славы и музей рестлинга
  - С 2002 года
- Wrestling Observer Newsletter
  - Зал славы Wrestling Observer Newsletter (1996)
- WWE
  - Зал славы WWE (2016)[42]